# Jihomoravský krajský přebor 1975/1976
V soubojích 16. ročníku Jihomoravského krajského přeboru 1975/76 (jedna ze skupin 5. fotbalové ligy) se utkalo 16 týmů každý s každým dvoukolovým systémem podzim–jaro. Tento ročník začal v srpnu 1975 a skončil v červnu 1976.

## Nové týmy v sezoně 1975/76
- Z Divize D 1974/75 sestoupilo do Jihomoravského krajského přeboru mužstvo TJ Spartak Uherský Brod.
- Ze skupin I. A třídy Jihomoravského kraje 1974/75 postoupila mužstva TJ Spartak Třebíč (vítěz skupiny A),[1] TJ Sokol Lanžhot (vítěz skupiny B) a TJ Spartak Hluk (vítěz skupiny C).[2]

## Konečná tabulka
Zdroj: 
| Poř. | Tým                         | Z  | V  | R  | P  | VG | OG | B  |
| ---- | --------------------------- | -- | -- | -- | -- | -- | -- | -- |
| 1.   | TJ Spartak Uherský Brod (S) | 30 | 13 | 14 | 3  | 53 | 27 | 40 |
| 2.   | TJ Sokol Lanžhot (N)        | 30 | 17 | 4  | 9  | 55 | 47 | 38 |
| 3.   | TJ Jiskra Kyjov             | 30 | 12 | 11 | 7  | 36 | 28 | 35 |
| 4.   | TJ Spartak Hluk (N)         | 30 | 12 | 8  | 10 | 54 | 48 | 32 |
| 5.   | TJ Jiskra Staré Město       | 30 | 12 | 8  | 10 | 53 | 50 | 32 |
| 6.   | TJ BOPO Třebíč              | 30 | 14 | 4  | 12 | 31 | 39 | 32 |
| 7.   | TJ Tatran PKZ Poštorná      | 30 | 11 | 8  | 11 | 49 | 37 | 30 |
| 8.   | TJ Baník Dubňany            | 30 | 11 | 8  | 11 | 48 | 42 | 30 |
| 9.   | TJ Baník Ratíškovice        | 30 | 11 | 8  | 11 | 51 | 48 | 30 |
| 10.  | TJ OP Prostějov             | 30 | 12 | 5  | 13 | 44 | 37 | 29 |
| 11.  | TJ RH Znojmo                | 30 | 11 | 7  | 12 | 36 | 34 | 29 |
| 12.  | TJ VS Slavičín              | 30 | 9  | 11 | 10 | 28 | 33 | 29 |
| 13.  | TJ Dolní Němčí              | 30 | 12 | 5  | 13 | 40 | 50 | 29 |
| 14.  | TJ Gottwaldov „B“           | 30 | 7  | 13 | 10 | 37 | 41 | 27 |
| 15.  | TJ Sokol Kostice            | 30 | 9  | 6  | 15 | 43 | 54 | 24 |
| 16.  | TJ Spartak Třebíč (N)       | 30 | 4  | 6  | 20 | 30 | 73 | 14 |

Poznámky:
- Z = Odehrané zápasy; V = Vítězství; R = Remízy; P = Prohry; VG = Vstřelené góly; OG = Obdržené góly; B = Body; (S) = Mužstvo sestoupivší z vyšší soutěže; (N) = Mužstvo postoupivší z nižší soutěže (nováček)

|  | Postup do Divize D 1976/77                               |
|  | Sestup do skupin I. A třídy Jihomoravského kraje 1976/77 |